# グルコースリン酸イソメラーゼ
グルコースリン酸イソメラーゼ(グルコースリンさんイソメラーゼ、Glucose phosphate isomerase; EC 5.3.1.9)とはグルコースをフルクトースに変換する酵素である。ホスホグルコースイソメラーゼ(Phosphoglucose isomarase)、グルコースイソメラーゼ(glucose isomarase)とも呼ばれる。解糖系においてグルコースリン酸イソメラーゼはグルコース-6-リン酸をフルクトース-6-リン酸に変換する。そしてこの反応は可逆反応である。

## 解糖系
解糖系の１つめのステップではグルコースのリン酸化がおこる。

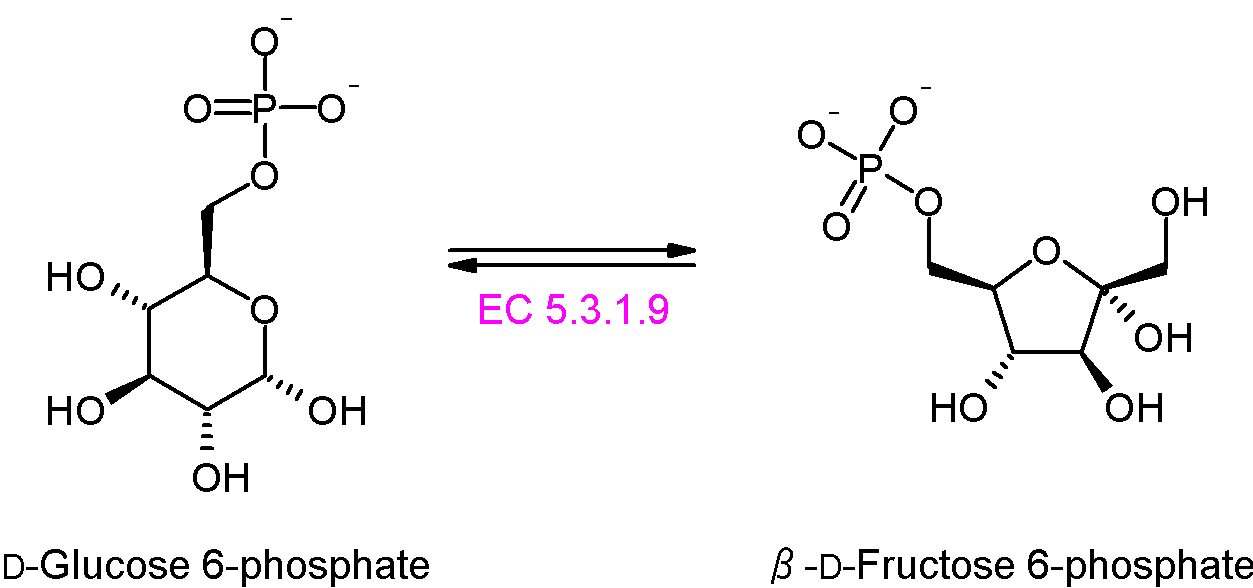
ΔG'°= 1.7 kJ/mol

2つめのステップでは、グルコース-6-リン酸イソメラーゼによりグルコース-6-リン酸がフルクトース-6-リン酸に変換される。この反応もMg2+を必要とする。この反応は自由エネルギー変化が小さいためどちらの方向にも進みうるが、フルクトース-6-リン酸は次のステップでどんどん不可逆的に消費されているので逆反応はおこりづらい。
グルコース 6-リン酸のαアノマー、つまりα-D-グルコピラノース-6-リン酸にグルコース-6-リン酸イソメラーゼは優先的に結合して環を開けた後、アルドースからケトースへと転換する。

## その他の機能
グルコースリン酸イソメラーゼがメッセンジャー分子として働くという証拠がある。白血球により産生分泌され、幾つかの細胞のタイプへの分化を調節する作用がある。

## 異性化糖
異性化糖とは、デンプンを酵素又は酸により加水分解して得られた主としてぶどう糖からなる糖液を酵素又はアルカリにより異性化した果糖又はぶどう糖を主成分とする糖をいう。デンプンはぶどう糖から構成されているが、ぶどう糖をより甘味の強い果糖に異性化させることによって甘味をより強めることができる。トウモロコシやジャガイモ、あるいはサツマイモなどのデンプンを、酵素にて糖化させた後、含まれるブドウ糖の一部を別の酵素にて果糖に異性化させたものである。この異性化に際してグルコースイソメラーゼが利用される。